# ميكروفون

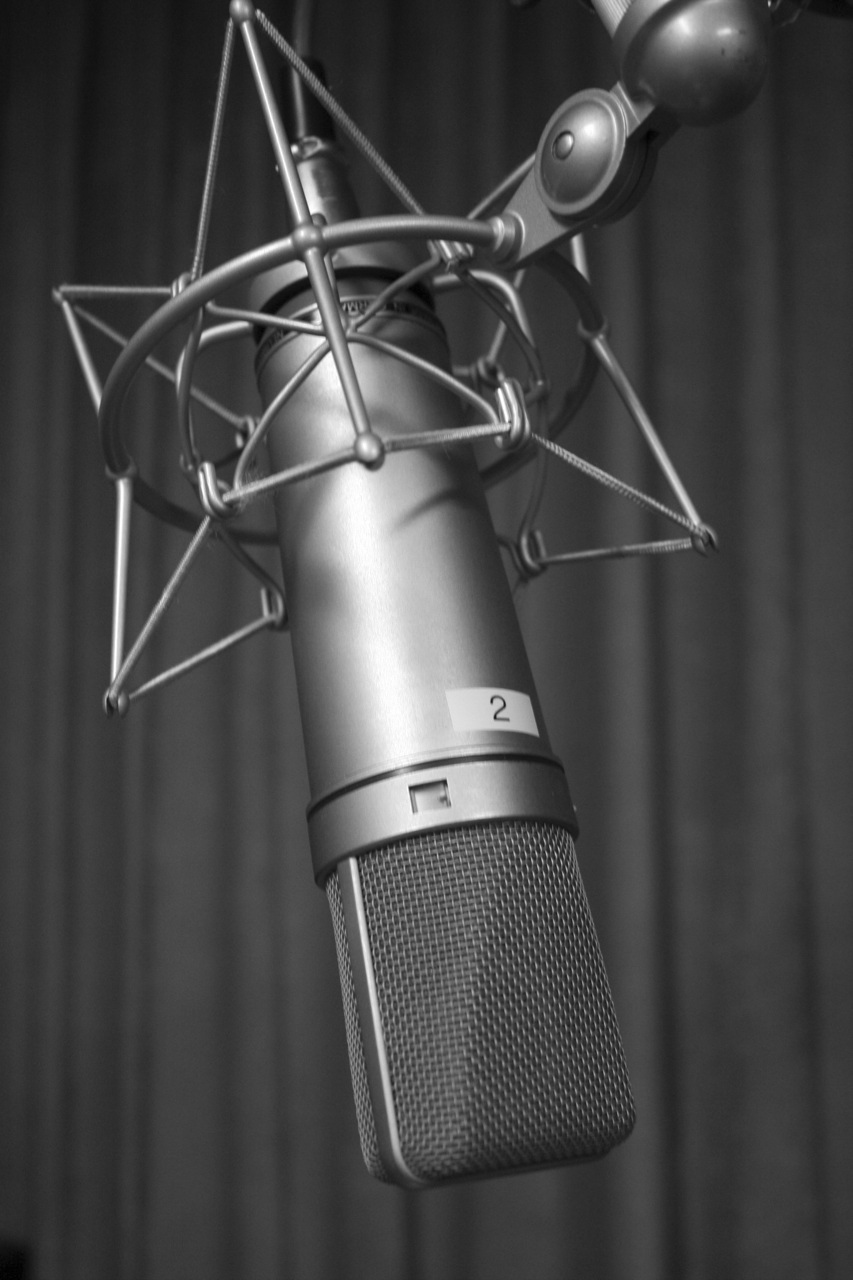
ميكروفون نيومان U87 احترافى من نوع ميكروفون المكثف للأغراض الأذاعية

لاقط الصوت أو لاقطة الصوت أو المِصْوَات (بالإنجليزية: Microphone)‏ ويُنقحر إلى الميكروفون ويُعَرَّب إلى المِكْرُوفُون، هو جهاز يعمل على تحويل الصوت إلى طاقة كهربائية. وتنتقل هذه الطاقة مباشرةً عبر أسلاك أو خلال موجات راديو، إلى مستقبل اما بغرض النقل كما في الهاتف أو لتسجيله كما في المسجل أو إخراجه مباشرة إلى مكبرات صوت بغرض إعادة إنتاجه بصورة أعلى كما في قاعات المؤتمرات، ويوصل عادة بمضخم أولي عند استخدامه لتسجيل وإنتاج الأصوات.

## نبذة تاريخية
اكتشف توماس إديسون وإميل برلينر الميكروفون الكربوني [الإنجليزية] عام 1877م خلال شهرين كل على حداه، ولكن وبعد منازعات قضائية طويلة في المحاكم الأمريكية والبريطانية سُجِّلَت براءة الاختراع باسم توماس إديسون.
واليوم تستخدم المصادح في أنظمة مخاطبة الجمهور، وفي بث العروض التلفازية والإذاعية، وفي تسجيل الصوت للأفلام، وفي طبع الأسطوانات، وفي تسجيلات الكاسيت. وتستخدم المصادح أيضا في الإذاعات الشعبية وإذاعات الهُواة.

## الأنواع الأخرى من الميكروفونات

### الميكروفون الكربوني
الكربون هو العنصر الوسيط الذي يعمل على تحويل الاهتزازات الميكانيكية إلى إشارة كهربائية، ويتألف من وعاء مصنوع من مادة عازلة مملوءة بحبيبات الكربون، ومغطاة بحاجز قابل للحركة يتصل بالصفيحة المرنة، ويعمل الميكروفون الكربوني كمقاومة متغيرة وفقا لمقدار الضغط الصوتي وذلك لأن مقدار انضغاط حبيبات الكربون يتغير بتأثير الحاجز المتحرك الذي تدفعه أو تجره الصفيحة المرنة،
فعندما نحدث صوتا أمام الميكروفون تهتز الصفيحة المرنة دافعة معها الحاجز المتحرك، فتنضغط حبيبات الكربون أو تتباعد فتنقص مقاومة تماسها أو تزيد، وبذلك تتغير المقاومة الكلية بين طرفي
الميكروفون تبعا للاهتزازات الصوتية.
يستعمل الميكروفون الكربوني بشكل رئيسي في أجهزة الهاتف، نظرا لانخفاض ثمنه وعمره الطويل، ويمتاز بحساسيته للإشارات الصغيرة، فهو يولد إشارات كهربائية ذات توتر كبير نسبيا، ولكنه يسبب
تشويها كبيرا في الموجة الصوتية لانخفاض مجاله الترددي، ولذا يقتصر استعماله حالياً على مجال الهاتف دون غيره.

### الميكروفون الديناميكي
الميكروفون الحركي أو الميكرفون الداينميكي (Dynamic Microphone).
باستخدام المبادئ الإلكتروميغناطيسية الميكروفون الحركي يستخدم سلك ملفوف حول مغناطيس مما ينتج إشارات إلكترومغناطيسية وهناك طبقة تسمى الدايفجرام أو الغشاء تكون موصولة باللفائف السلكية فعندما يهتز هذا الغشاء تبدأ اللفائف بالتحرك أمامًا وخلفا على المغناطيس وهذا يولد تيار كهربائي خلال اللفائف يتكون من قرص معدني يدعى الحجاب متصل بملف سلكي داخل تجويف مغناطيس دائم حلقي الشكل.
عندما تصطدم الموجات الصوتية بالحجاب يهتز بتردد الموجات نفسه ويدفع الملف السلكي إلى الاهتزاز. وعندما يتحرك الملف قرب المغناطيس، يتشئ تيارًا كهربائيًا يسري في السلك ويتفاوت التيار المنتج وفقًا لحجم الموجات الصوتية وترددها ثم يعمل المجهار (loud speaker) إلى تحويلها على ذبذبات صوتية أي موجات تطلق في الهواء لتلتقطها الأذن وبهذا تتحول لأصوات حقيقية.

### الميكروفون السعوي
يتكون هذا الميكروفون من مكثف متغير له تركيب خاص لوحة الثابت مصنوع من المعدن ولوحة المتحرك من الألمنيوم المرن وتتوقف نظرية تشغيله على التغيير السعوي الذي يتبع تغير المسافة بين لوحي المكثف حيث أنه من المعلوم أن سعة المكثف تتناسب عكسيا مع المسافة بين اللوحين أي أنه إذا زادت المسافة بين اللوحين نقصت السعة.
وعمليا تكون المسافة بين لوحي المكثف في هذا الميكروفون حوالي جزء من الألف من البوصة. فعند اهتزاز اللوح المتحرك الذي يعتبر قرص الميكروفون تتغير السعة تبعا لشدة الصوت الحادث ونحصل على طرفي المكثف على ضغط متغير يكافئ الاهتزازات الصوتية التي يتعرض لها الميكروفون. ونظرا لعدم حساسية هذا الميكروفون فإنه لا يستخدم في عمليات الإنتاج الصوتي العامة واقتصر استخدامه في أغراض الفحص والاختبار بالمعامل وباعتبار أن ضغط الأساس اللازم في حالة التشغيل يتراوح ما بين 100 إلى 200 فولت عبر مقاومة توالي عالية القيمة. ويكون الميكروفون هو ووحدة تكبيره الأولية الخاصة به معا كوحدة واحدة. وقد أمكن حاليا إنتاج ميكروفونات سعوية ذات حساسية عالية تكون ملحقة في واجهة أجهزة تسجيل الكاسيت الحديثة.

### الميكروفون البلوري
يعتمد الميكروفون البيزوكهربائي على خاصية بلورات معينة في إنتاجها لإشارة كهربائية متناسبة مع التي Rochell salt مقدار الضغط الميكانيكي المطبق عليها، ومن هذه المواد مثلا أملاح روشيل يستفاد منها بطلي صفيحة مرنة ناقلة بهذا الملح وعندما تهتز تلك الصفيحة تحت تأثير الاهتزازات الصوتية، فإنها تنحني إلى الأمام والخلف مما يؤدي إلى توليد إشارة كهربائية بين الطبقتين الملحيتين المحيطتين بالصفيحة، وهي في الواقع صورة كهربائية طبق الأصل للصوت الذي ولدها الميكروفون البلوري.
يتألف الميكروفون البلوري من بوق مخروطي صغير قابل للحركة مع اهتزازات الصوت بحيث تضغط نهايته المدببة على الصفيحة، فتنشأ فيها تيارات كهربائية متناسبة مع الضغوط الميكانيكية (الصوت)،
ويمتاز هذا النوع من الميكروفونات بحجمه الصغير جداً، وقدرته الكبيرة على التعبير عن الاهتزازات الصوتية بأمانة، ولكن إشارة خرجه تعتبر ضعيفة جدا وتحتاج إلى مكبر أولي.

### الميكروفون الشريطي
يعتبر هذا الميكروفون تحسينا للميكروفون الديناميكي وقد سمي بالميكروفون الشريطي بالنظر إلى تركيبه حيث أنه يتركب من شريط معرج رقيق جدا يتحرك بحرية داخل مجال مغناطيسي لمغناطيس قوي إلى الأمام أو إلى الخلف مع الحد من تحركه حركة جانبية وطالما هو معروف أنه إذا تحرك موصل داخل المجال المغناطيسي تولدت به قوة دافعة تأثيرية، ونرى أننا بتعريض الشريط للاهتزازات الهوائية الناتجة عن التموجات الصوتية نحصل على طرفيه على قوة دافعة كهربائية متغيرة صغيرة مكافئة للتموجات الصوتية ثم نوصلها إلى شبكة المكبر كالمتبع في حالة الميكروفون الديناميكي.

## صور مختلفة للميكروفون

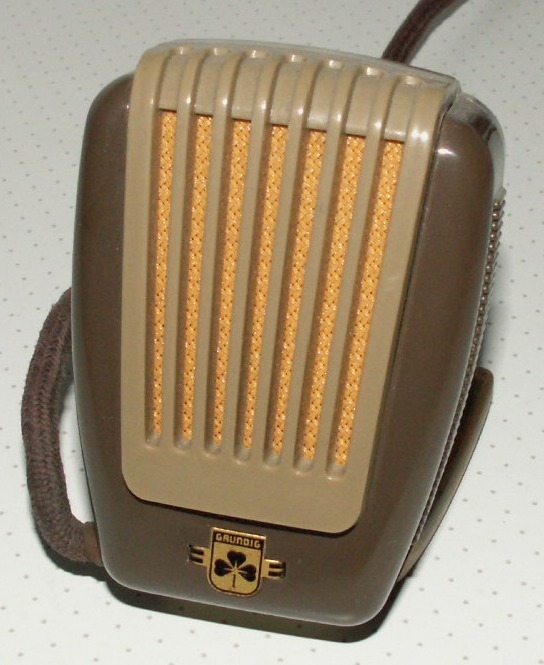
ميكروفون قديم من إنتاج قرونديج
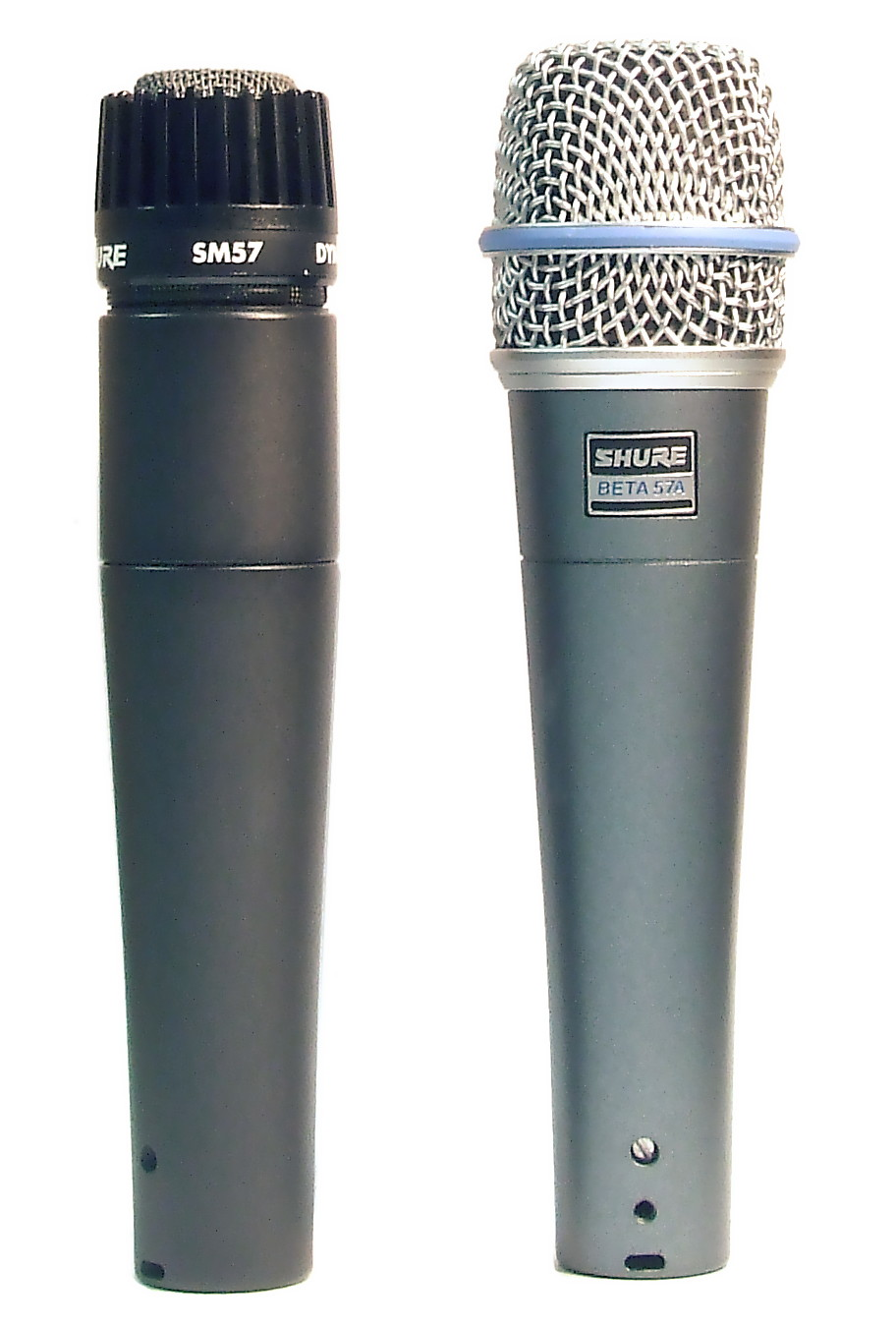
ميكروفونات حديثة
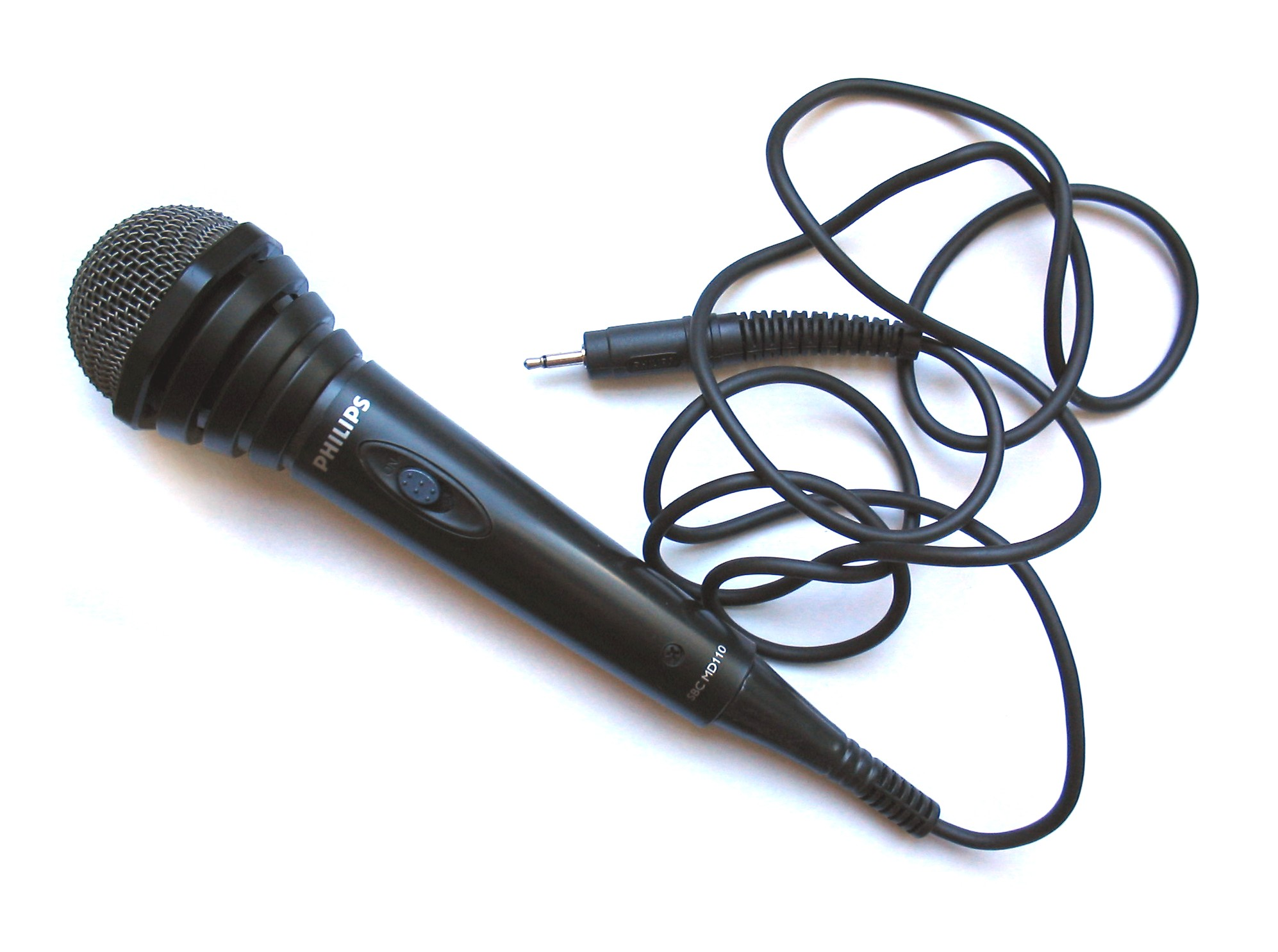
الميكروفون
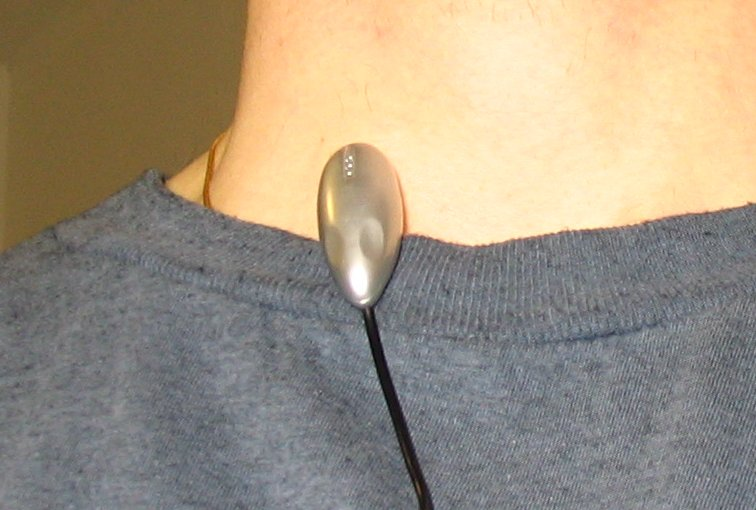
ميكروفون صغير يثبت بالقميص